# Шон Ла (град)
Шон Ла (виј. Sơn La) је град у Вијетнаму у покрајини Шон Ла. Према резултатима пописа 2009. у граду је живело 107.282 становника.